# Umberto Bisi
Umberto Bisi (Rovereto sulla secchia frazione di Novi di Modena, 22 maggio 1923 – Modena, 4 dicembre 1999) è stato un partigiano e politico italiano.
Con il nome di battaglia "Omar" prese parte attiva alla Resistenza dove si distinse per doti strategiche, umane e politiche che gli valsero la Medaglia d'argento al valor militare e la Bronze star. Fu comandante della brigata Walter Tabacchi, la principale unità gappista della pianura modenese.
Fu il principale responsabile dell’eccidio del carcere di Carpi, commesso nella notte fra il 14 e 15 giugno 1945 con 10 suoi partigiani durante il quale furono assassinati 14 detenuti politici, ivi detenuti. Fortunosamente riuscirono a scampare alla strage 2 detenuti, Gerardo Vinzani ed Enzo Cavazza, che nel processo intentato contro il Bisi nel 1951 a Lucca, lo riconobbero e confermarono che fu presente alla strage con ruoli organizzativi ed esecutivi. Condannato a 24 anni, la sentenza è stata confermata in appello a Firenze e passata in giudicato nel 1952. A seguito di questa condanna gli verrà revocata, per indegnità, la medaglia d'argento al valor militare che, successivamente gli verrà riconferita (d'oro) dal Presidente della Repubblica Sandro Pertini nel 1991.
Nel dopoguerra intraprese la carriera politica a livello locale, facendo parte della Giunta Comunale di Modena e della Giunta Provinciale di Modena in diverse legislature a partire dal 1964.
Negli anni novanta è stato presidente della sezione di Modena, vicepresidente della sezione regionale e membro del Consiglio nazionale dell'Associazione Nazionale Partigiani d'Italia (ANPI).
Dal 1998 è stato membro del Consiglio direttivo dell'Istituto per la storia della Resistenza e della Società contemporanea.
Dopo la morte, il Comune di Modena gli ha intitolato un parco nel quartiere Modena-Est.